# Терны (Днепропетровская область)
Терны (укр. Терни) — село (Чернявщинский сельский совет, Юрьевский район, Днепропетровская область, Украина).
Код КОАТУУ — 1225988005. Население по переписи 2001 года составляло 106 человек.

## Географическое положение
Село Терны находится на правом берегу канала Днепр — Донбасс, выше по течению на расстоянии в 3,5 км расположено село Черноглазовка, ниже по течению на расстоянии в 0,5 км расположено село Яблоновка, на противоположном берегу — село Песковатое.